# Calleville-les-Deux-Églises
Calleville-les-Deux-Églises ist eine französische Gemeinde mit 329 Einwohnern (Stand 1. Januar 2022) im Département Seine-Maritime in der Region Normandie (vor 2016 Haute-Normandie). Sie gehört zum Arrondissement Dieppe und zum Kanton Luneray (bis 2015 Kanton Tôtes).

## Bevölkerungsentwicklung
| Jahr      | 1962 | 1968 | 1975 | 1982 | 1990 | 1999 | 2007 | 2015 |
| Einwohner | 223  | 197  | 178  | 285  | 303  | 305  | 309  | 335  |

## Sehenswürdigkeiten
- Kirche Saint-Paterne